# Newcastle Waters
Newcastle Waters ist eine kleine Siedlung am Stuart Highway im Northern Territory von Australien. Der Ort liegt im Barkly Tafelland und ist inzwischen eine Geisterstadt. Er hat einen Güterbahnhof, der von der Zentralaustralischen Eisenbahn bedient wird. Die nächste Tankstelle und Unterkunft ist 23 Kilometer südlich in Elliott. Der Ort liegt auf dem Gebiet der Newcastle Waters Station, einer großen Farm mit über 40.000 Rindern.

## Geschichte
1861 erreichte eine Expedition unter Leitung von John McDouall Stuart die Gegend. Nach längerer erfolgloser Suche entdeckten sie eine „wunderbare Wasserdecke“ von 150 Metern Breite und 7 Kilometern Länge. Er nannte sie zunächst Glandfield Lagoon, später wurde sie nach dem Duke of Newcastle, dem Minister der Kolonien, in Newcastle Waters umbenannt. Stuart ließ dort ein Basislager errichten. Mit der Entwicklung der Landwirtschaft entstand ein kleiner Ort, der als Versorgungsstation genutzt wurde.
1932 hatte die deutsche Pilotin Elly Beinhorn bei ihrer Weltumrundung im Alleinflug eine Zwischenlandung in Newcastle Waters.

## Sehenswürdigkeiten
In dem aufgelassenen Ort gibt es historische Gebäude (Jones's Store und das Junction Hotel) sowie im Drover's Memorial Park eine Bronzestatue zu sehen.

## Bildergalerie

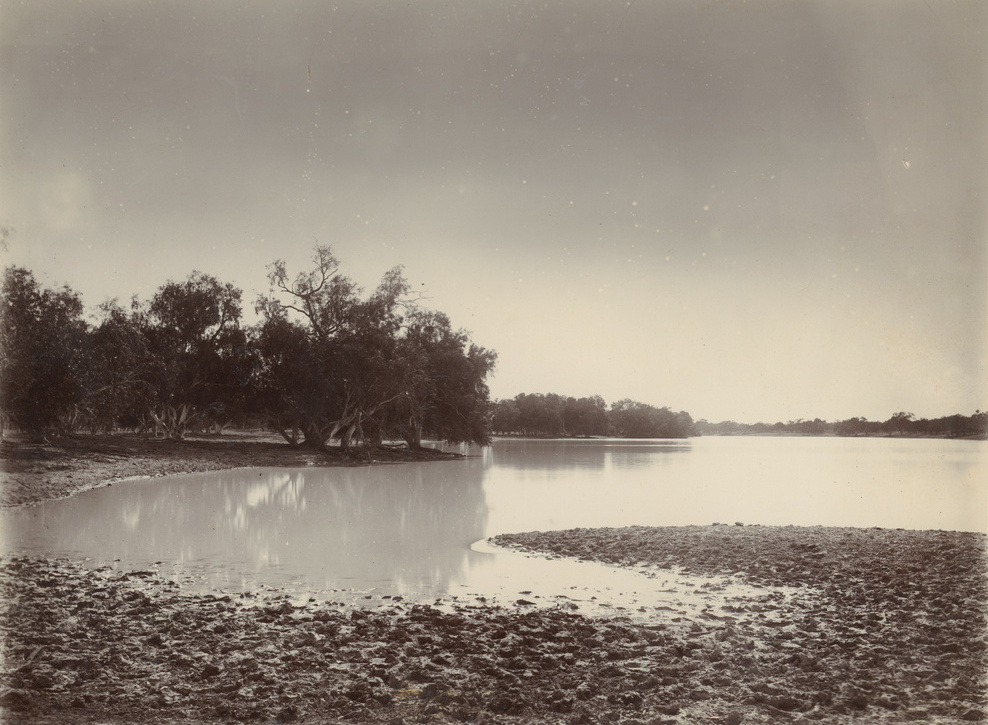
Newcastle Waters (1900)
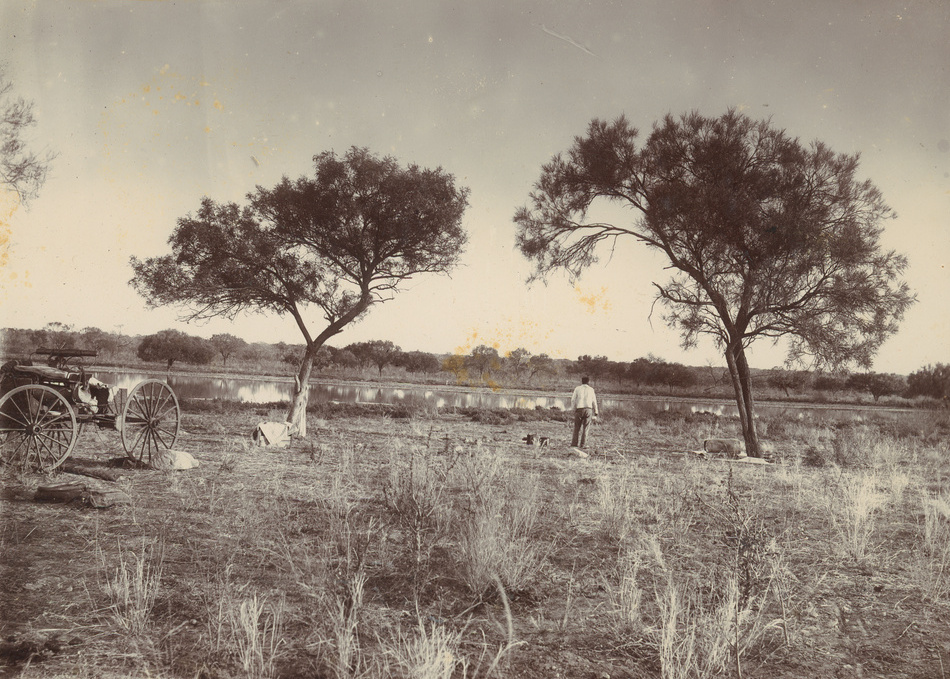
Newcastle Waters Camping Ground (ca. 1900)
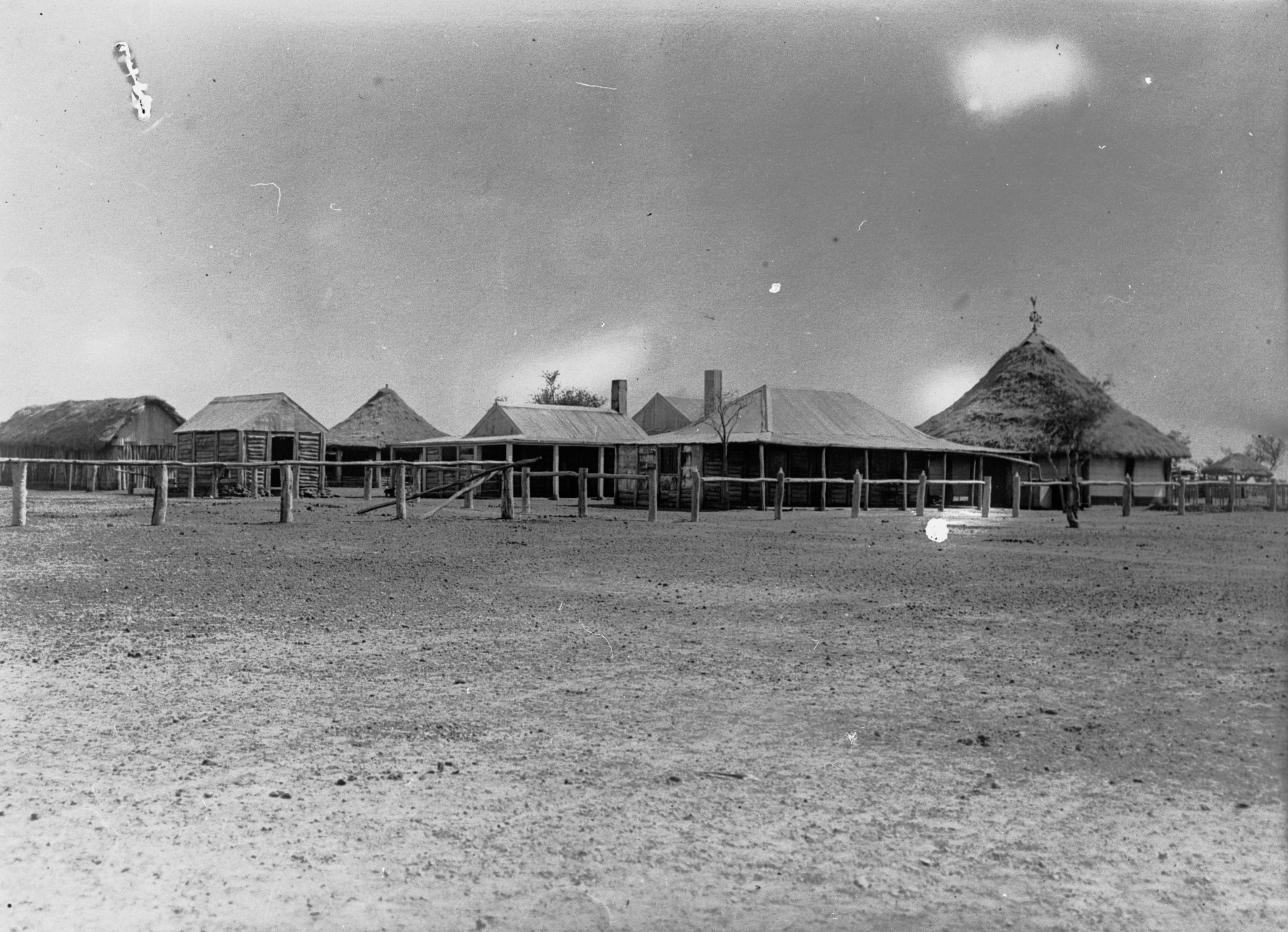
Newcastle Waters (1905)
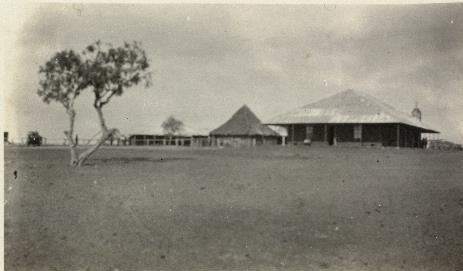
Newcastle Waters (1930)